# Timmersjön (Alingsås socken, Västergötland)
Timmersjön är en sjö i Alingsås kommun i Västergötland och ingår i Göta älvs huvudavrinningsområde. Sjön är 8,6 meter djup, har en yta på 0,03 kvadratkilometer och befinner sig 171 meter över havet.